# Pinguipedidae

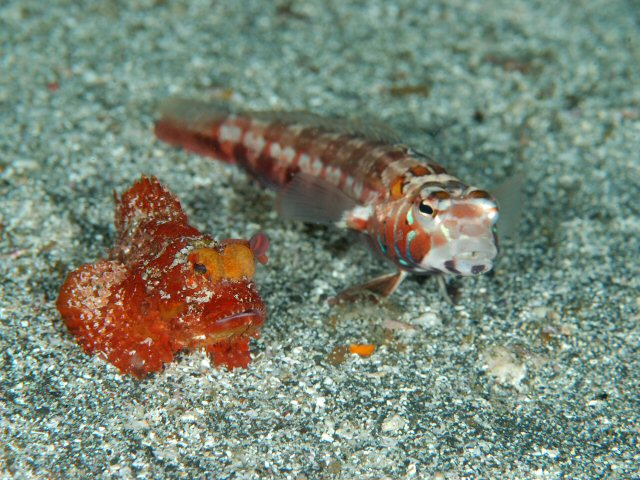
Parapercis pulchella

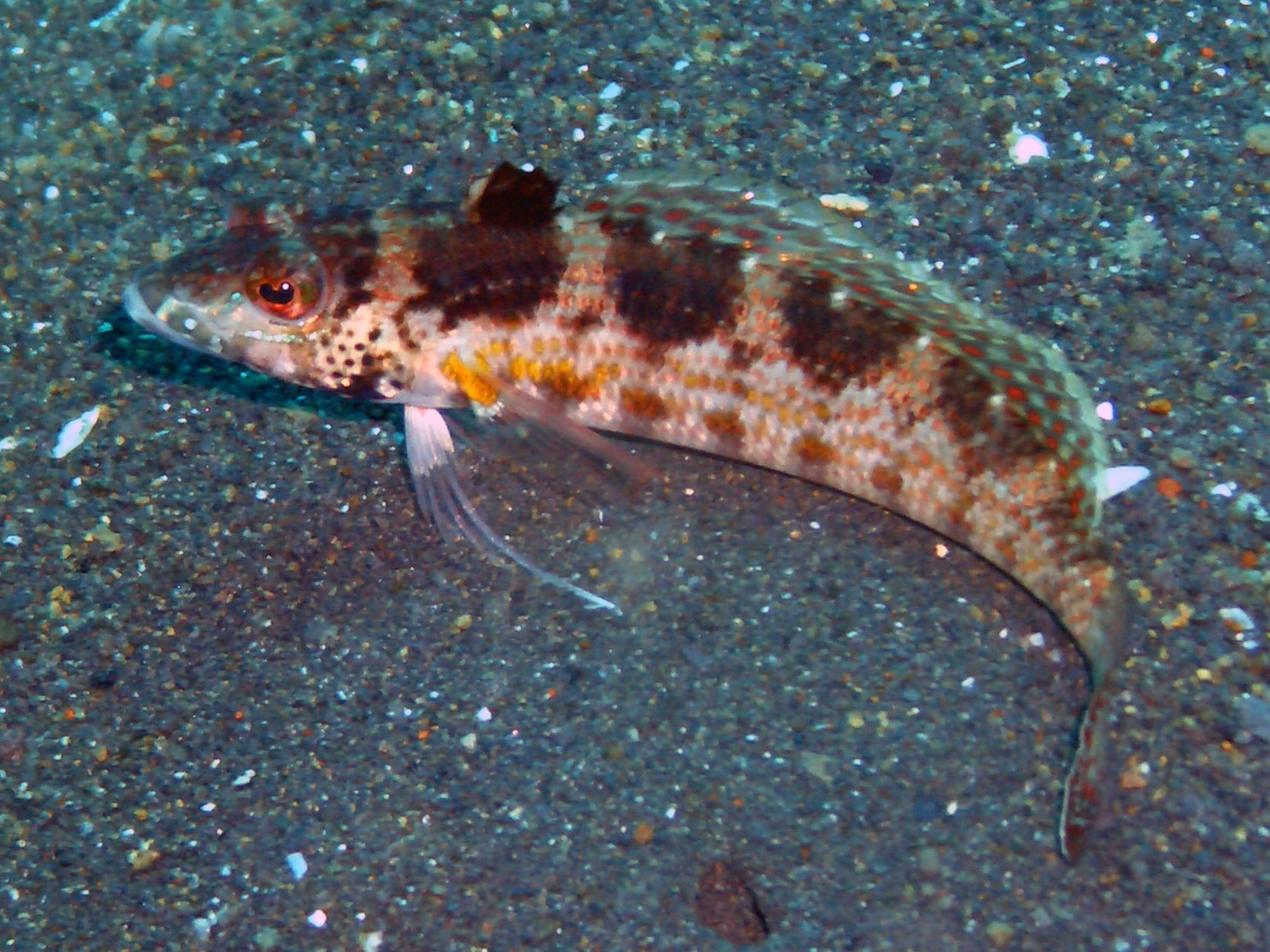
Parapercis snyderi

I Pinguipedidae sono una famiglia di pesci ossei appartenenti all'ordine Perciformes.

## Distribuzione e habitat
Sono diffusi nelle parti centrali e meridionali dell'Oceano Atlantico e negli oceani Indiano e Pacifico. Una specie, Pinguipes brasilianus, il cui areale è limitato alle coste del versante atlantico dell'America Meridionale, è sorprendentemente stata catturata due volte nel mar Mediterraneo, entrambe in acque italiane, una nei pressi di Loano (mar Ligure) e l'altra nello Stretto di Messina. Probabilmente questi individui sono stati accidentalmente trasportati dall'uomo.
Sono soprattutto marini anche se alcune specie possono penetrare in acque salmastre o dolci. Sono bentonici e frequentano di preferenza fondi sabbiosi.

## Descrizione
Hanno un aspetto che ricorda a prima vista le tracine, le bavose o i ghiozzi per il loro corpo allungato e gli occhi posti in alto sul capo. La bocca è di solito piuttosto grande. La pinna dorsale ha una breve parte anteriore con raggi spinosi piuttosto corti e una parte posteriore con raggi molli piuttosto lunga. La pinna anale ha solo raggi molli, la pinna caudale è incisa o forcuta. Le pinne ventrali sono abbastanza grandi e sono poste sotto le pinne pettorali.
La colorazione di questi pesci è molto mimetica e caratterizzata da macchie, strie e linee di scure su uno sfondo più chiaro. Alcune specie hanno brillanti colorazioni rosse o gialle.
La grande maggioranza dei membri della famiglia ha piccole dimensioni e non supera i 20 cm ma alcune specie come Pseudopercis numida superano ampiamente il metro di lunghezza.

## Biologia
Sono animali territoriali.

### Alimentazione
Sono predatori, hanno dieta a base di pesciolini e invertebrati.

### Riproduzione
Hanno uova pelagiche. Sono ermafroditi proterogini. I maschi formano harem.

## Specie
- Genere Kochichthys
  - Kochichthys flavofasciatus
- Genere Parapercis
  - Parapercis albipinna
  - Parapercis alboguttata
  - Parapercis allporti
  - Parapercis atlantica
  - Parapercis aurantiaca
  - Parapercis australis
  - Parapercis banoni
  - Parapercis basimaculata
  - Parapercis bicoloripes
  - Parapercis binivirgata
  - Parapercis biordinis
  - Parapercis cephalopunctata
  - Parapercis clathrata
  - Parapercis colemani
  - Parapercis colias
  - Parapercis compressa
  - Parapercis cylindrica
  - Parapercis decemfasciata
  - Parapercis diagonalis
  - Parapercis diplospilus
  - Parapercis dockinsi
  - Parapercis elongata
  - Parapercis filamentosa
  - Parapercis flavescens
  - Parapercis flavolabiata
  - Parapercis flavolineata
  - Parapercis fuscolineata
  - Parapercis gilliesii
  - Parapercis haackei
  - Parapercis hexophtalma
  - Parapercis kamoharai
  - Parapercis katoi
  - Parapercis kentingensis
  - Parapercis lata
  - Parapercis lineopunctata
  - Parapercis lutevittata
  - Parapercis macrophthalma
  - Parapercis maculata
  - Parapercis maramara
  - Parapercis maritzi
  - Parapercis millepunctata
  - Parapercis multifasciata
  - Parapercis multiplicata
  - Parapercis muronis
  - Parapercis natator
  - Parapercis nebulosa
  - Parapercis okamurai
  - Parapercis ommatura
  - Parapercis pacifica
  - Parapercis phenax
  - Parapercis pulchella
  - Parapercis punctata
  - Parapercis punctulata
  - Parapercis quadrispinosa
  - Parapercis queenslandica
  - Parapercis ramsayi
  - Parapercis randalli
  - Parapercis robinsoni
  - Parapercis roseoviridis
  - Parapercis rubromaculata
  - Parapercis rufa
  - Parapercis schauinslandii
  - Parapercis sexfasciata
  - Parapercis sexlorata
  - Parapercis shaoi
  - Parapercis signata
  - Parapercis simulata
  - Parapercis snyderi
  - Parapercis somaliensis
  - Parapercis stricticeps
  - Parapercis striolata
  - Parapercis tetracantha
  - Parapercis vittafrons
  - Parapercis xanthogramma
  - Parapercis xanthozona
- Genere Pinguipes
  - Pinguipes brasilianus
  - Pinguipes chilensis
- Genere Prolatilus
  - Prolatilus jugularis
- Genere Pseudopercis
  - Pseudopercis numida
  - Pseudopercis semifasciata
- Genere Ryukyupercis
  - Ryukyupercis gushikeni
- Genere Simipercis
  - Simipercis trispinosa